# Akamai Technologies
Akamai Technologies ([ɑːkəmaɪ]; NASDAQ: AKAM) — поставщик услуг для акселерации веб-сайтов, провайдер платформ доставки контента и приложений. Использует 240 000 территориально распределённых серверов для более быстрой доставки контента посетителям.

## Бизнес
CDN-серверы Akamai помогают управлять трафиком на самых посещаемых сайтах интернета, кэшируя их содержимое и перераспределяя информационные потоки внутри глобальной сети. CDN-серверы используются также для отражения DoS-атак.
Среди клиентов компании: Adobe, Apple, AMD, Amazon.com, Autodesk, BBC, BenQ, Blizzard, Steam, CNET, European Space Agency, Facebook, IBM, GitHub, L’Oréal, Microsoft, MySpace, NASA, Nintendo, NVIDIA, PC World, Sony, Symantec, Red Hat, Reuters, Siemens, RingCentral, Toyota, Yahoo, Buzzfeed.

## История
Akamai основана в 1998 году студентом Массачусетского технологического университета Даниэлем Левином и профессором математики этого же университета Томсоном Лейтоном.
Левин погиб на борту самолёта American Airlines во время теракта 11 сентября 2001 года.

## Прямые конкуренты
- Limelight Networks[англ.]
- CDNetworks[англ.]

## Собственники
По состоянию на 2017 большинством акций Akamai Technologies владели институциональные инвесторы: The Vanguard Group, BlackRock, Capital Group Companies и другие.